# Liers vlaaike

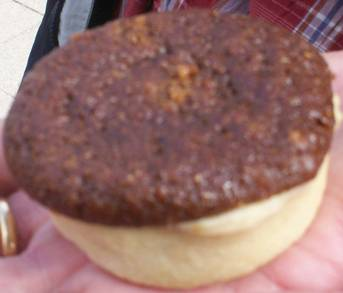
Liers Vlaaike

Het Liers vlaaike is een klein kruidig gebakje op basis van kandijsiroop en vier kruiden dat volgens een specifiek (geheim) recept gebakken wordt. Het is een van de symbolen van de stad Lier.
Het is een plaatselijke specialiteit met een verre regionale uitstraling. De geschiedenis ervan gaat een hele tijd terug. Felix Timmermans vertelt er een verhaal over in zijn boek "Het keersken in de lanteern".
In 1999 werd in de stad Lier de "Orde van het Liers vlaaike" opgericht, met als doelstelling het bewaren en bewaken van de kwaliteit van het Liers vlaaike, welke tevens het recept ervan bewaart.
Op 25 januari 2007 werd het Liers vlaaike door het Vlaams Centrum voor Agro- en Visserijmarketing officieel erkend als Vlaams streekproduct.
Op 9 december 2013 kreeg het Liers vlaaike van de Europese Commissie de status van beschermde geografische aanduiding (BGA).